# الگوی استخلافی آرن
الگوی استخلافی آرن(به انگلیسی: Arene substitution pattern) بخشی از اصول نامگذاری آیوپاک در شیمی آلی است و توصیف کننده موقعیت استخلاف‌های غیر از هیدروژن نسبت به یکدیگر در یک هیدروکربن آروماتیک است.

## استخلاف ارتو،متاوپارا

طرح کلی الگوی استخلافی آرن

- در استخلاف ارتو، دو استخلاف در کنار یکدیگر موقعیت‌هایی را اشغال می‌کنند که ممکن است شماره ۱ و ۲ داشته باشند. در شکل، این موقعیت‌ها با R و ارتو مشخص شده‌اند.
- در استخلاف متا، استخلاف‌ها موقعیت‌های ۱ و ۳ (در شکل با R و متا نشان داده شده) را اشغال می‌کنند.
- در استخلاف پارا، استخلاف در آخرین کربن مقابل قرار می‌گیرد (موقعیت ۱ و ۴، در شکل با R و پارا نشان داده شده).

به عنوان مثال تولوئیدین‌ها با این روش به سه ایزومر ارتو-تولوئیدین، متا-تولوئیدین و پارا-تولوئیدین دسته‌بندی می‌شوند.

### جداسازی ایزومرهای ارتو وپارا
از آنجا که گروه‌های الکترون دهنده هر دو هدایت کننده ارتو و پارا هستند، جداسازی این ایزومرها مشکلی شایع در شیمی سنتزی است. چندین روش برای جداسازی این ایزومرها وجود دارد:
- کروماتوگرافی ستونی اغلب این ایزومرها را جدا می‌کند، زیرا ارتو به‌طور کلی قطبی‌تر از پارا است.
- روش تبلور جزء به جزء برای به دست آوردن محصول خالص پارا به کار می‌رود. این روشبر این اصل استوار است که ایطومز پارا از ایزومز ارتو نامحلول تر بوده و در نتیجه اولین متبلور خواهد شد. باید مراقب بود تا از تبلور همزمان ایزومر ارتو جلوگیری شود.[۱]
- بسیاری از ایزومرهای ارتو و پارای حاوی گروه نیترو، نقطه جوش کاملاً متفاوتی دارند. این ایزومرها را اغلب می‌توان با تقطیر از هم جدا کرد. این ایزومرهای جدا شده را می‌توان به نمک‌های دی‌آزونیم تبدیل کرد و برای تهیه سایر ترکیبات خالصِ ارتو یا پارا استفاده کرد.[۲]

## استخلاف ایپسو،مزووپری

استخلاف ایپسو
استخلاف مزو
استخلاف پری

- استخلاف ایپسو دو استخلاف را توصیف می‌کند که موقعیت حلقه یکسانی را در یک ترکیب واسطه در طی یک جانشینی الکترون‌دوستی آروماتیکی به اشتراک می‌گذارند. تری‌متیل‌سیلیل، ترت-بوتیل و گروه‌های ایزوپروپیل می‌توانند کربوکاتیون پایدار تشکیل دهند، از این رو هدایت‌کننده ایپسو هستند.
- استخلاف مزو به استخلاف‌هایی گفته می‌شود که موقعیت بنزیلی را اشغال کرده‌اند. این حالت در ترکیباتی مانند calixarenes و آکریدین‌ها مشاهده می‌شود.
- استخلاف پِری در نفتالن‌ها و در استخلاف‌های موقعیت ۱ و ۸ رخ می‌دهد.[نیازمند منبع]

## مثال‌ها
نمونه‌هایی از استفاده از این روش نامگذاری برای ایزومرهای کرزول C6H4(OH)(CH3) نشان داده شده‌است:

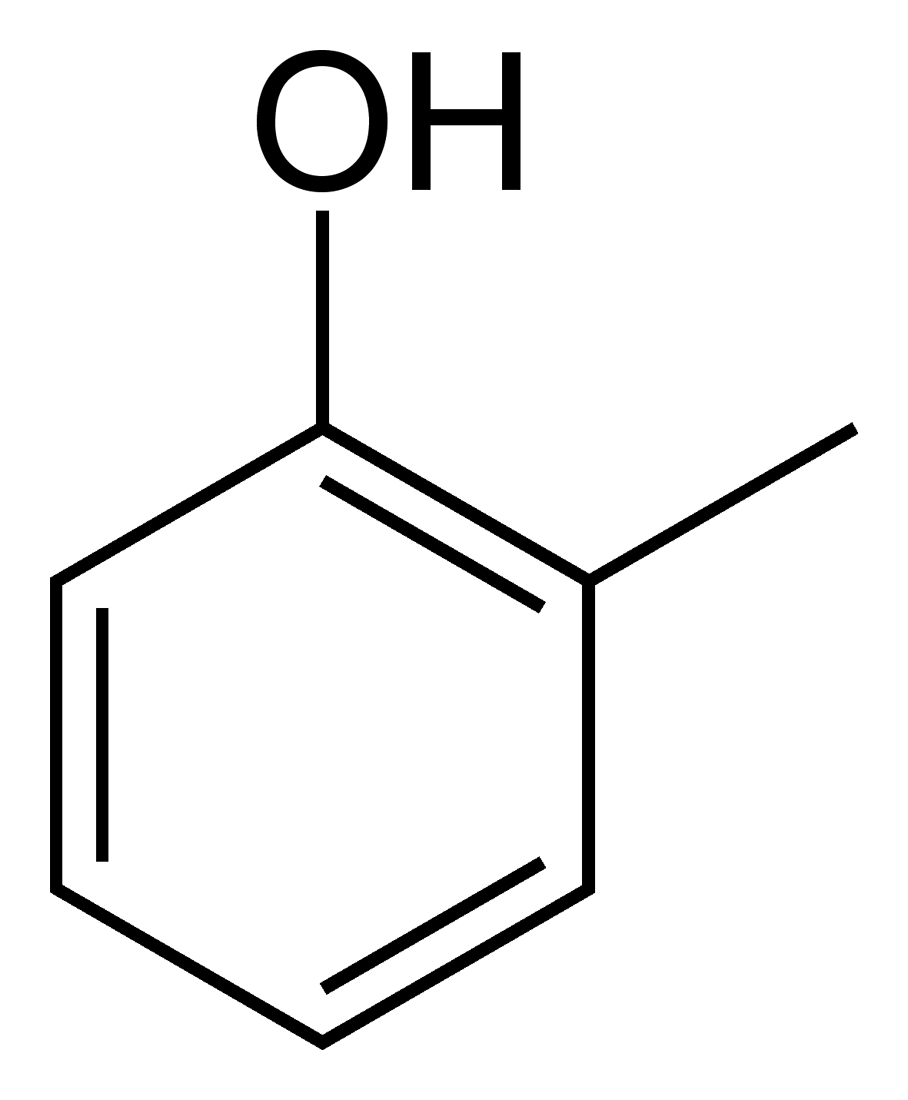
او-کرزول
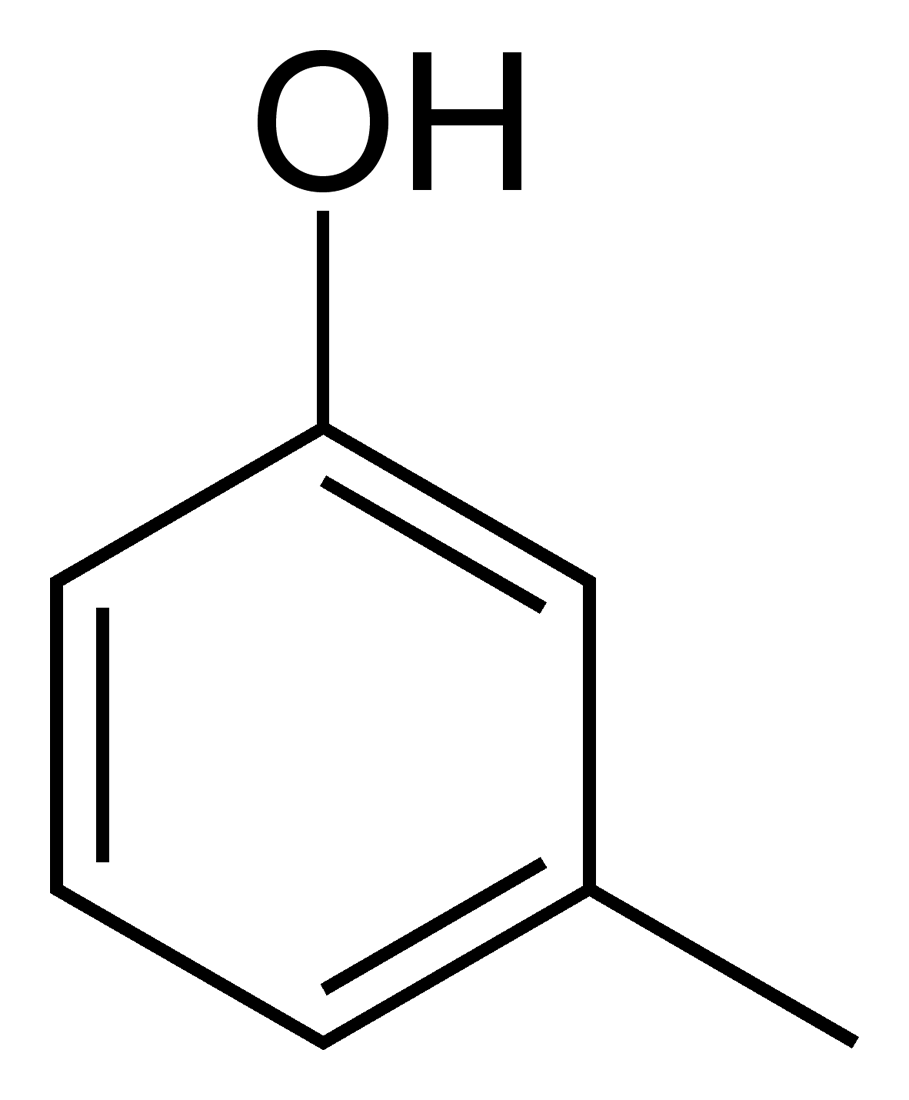
ام-کرسول
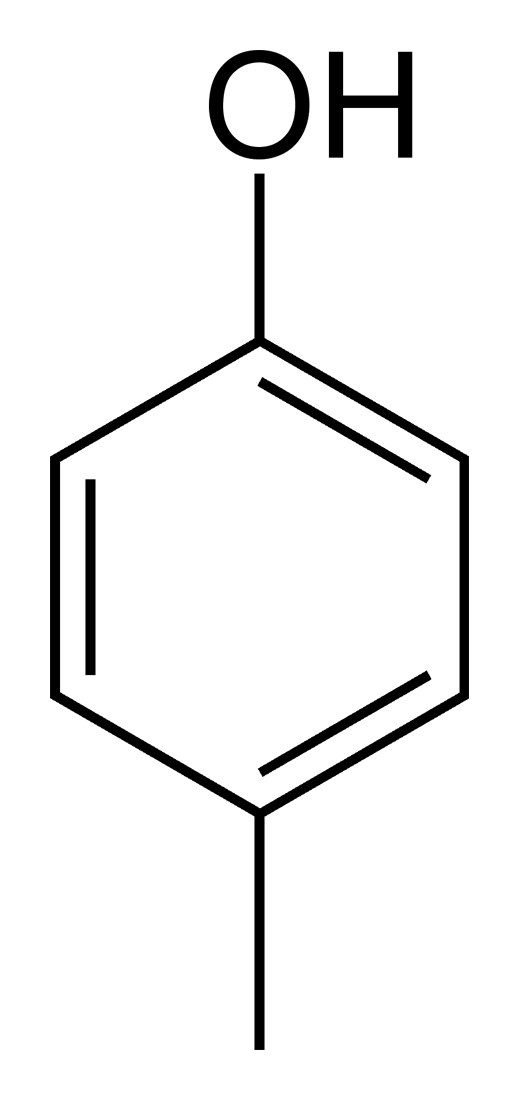
پی-کرسول

سه ایزومر استخلافی آرن از دی‌هیدروکسی‌بنزین (C6H4(OH)2) وجود دارد –ایزومر ارتو کاتکول، ایزومر متا رزورسینول، و ایزومر پارا هیدروکینون نام دارد:

کاتکول
رزورسینول
هیدروکینون

سه ایزومر استخلافی آرن از از وجود بنزن‌دی‌کربوکسیلیک اسید (C6H4(COOH)2) وجود دارد – ایزومر ارتو فتالیک اسید، ایزومر متا ایزو فتالیک اسید، و ایزومر پارا ترفتالیک اسید نام دارد:

فتالیک اسید
ایزو فتالیک اسید
ترفتالیک اسید

همچنین این اصطلاحات می‌توانند در سیستم‌های آروماتیک هتروسیکل شش عضوی، مانند پیریدین که در آن اتم نیتروژن به عنوان یکی از استخلاف‌ها در نظر گرفته می‌شود، استفاده شوند. به عنوان مثال، نیکوتین‌آمید و نیاسین، الگوی استحلافی متا روی حلقه پیریدین نشان می‌دهند، در حالی که کاتیون پرالیدوکسیم یک ایزومر ارتو است.

نیاسین
نیکوتینامید
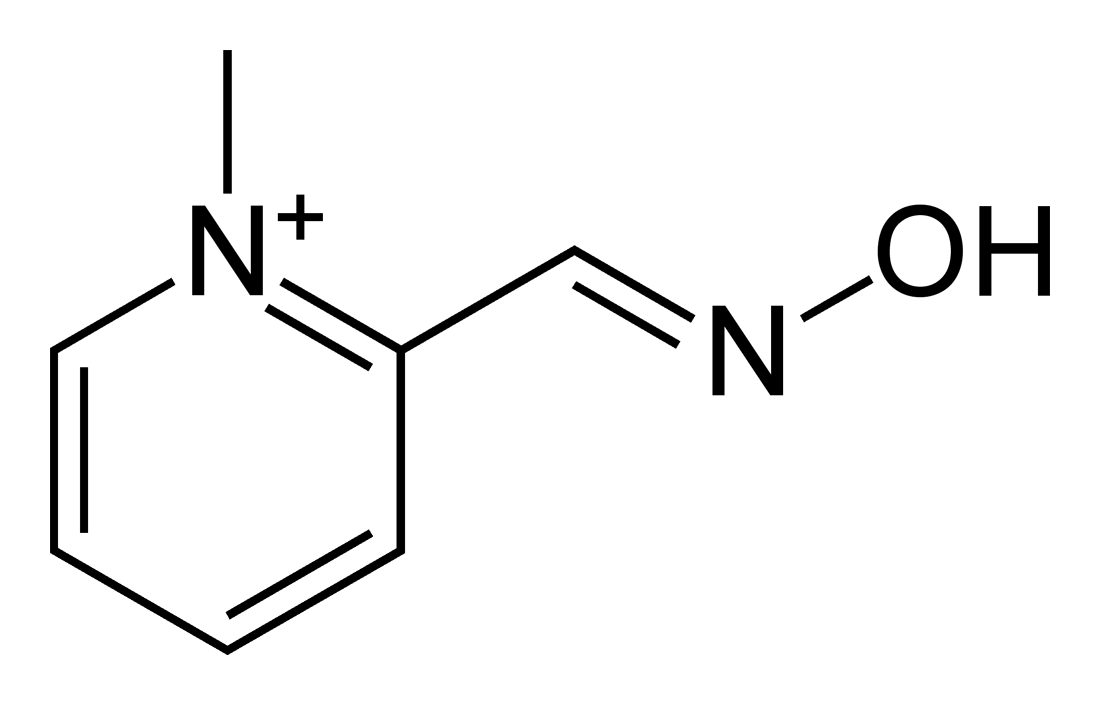
پرالیدوکسیم